# Венедигер, Гюнтер
Гюнтер Карл Август Венедигер (нем. Günther Karl August Venediger; 2 марта 1908, Шпандау, Берлин, Германская империя — 4 апреля 1983, Дюссельдорф, ФРГ) — немецкий юрист, оберштурмбаннфюрер СС, военный преступник, руководитель гестапо в Данциге.

## Биография
Гюнтер Венедигер родился 2 марта 1908 года в семье врача. В Шпандау посещал гимназию Канта и в 1926 году получил аттестат зрелости. Изучал право в университетах Берлина, Мюнхена и Эрлангена. В 1932 году сдал первый государственный экзамен по праву.
В 1933 году вступил в НСДАП (билет № 2586952) и Штурмовые отряды (СА). В 1936 году перешёл из СА ряды в СС (№ 290567). В том же году сдал второй государственный юридический экзамен с хорошей оценкой. В середине 30-х годов получил докторскую степень по праву в университете Эрлангена. После обучения он безуспешно пытался поступить в Имперское министерство внутренних дел, но получил указание, что в тайной государственной полиции будут потребности в кадрах. В 1936 году работал в отделении гестапо в Берлине. В октябре 1938 года стал заместителем руководителя гестапо в Райхенберге. С декабря 1939 года был руководителем гестапо в Грауденце.
С 15 августа 1941 года был начальником гестапо в Данцига. С 1944 года был командиром полиции безопасности и СД в Данциге. Венедигер организовал около 211 отправок в концлагерь Штуттгоф и участвовал в убийствах, таких как расстрел гражданских лиц. По его инициативе были казнены трое поляков, которые подозревались в половых отношениях с немкой. 26 марта 1945 года покинул Данциг, а в начале мая 1945 года получил фальшивые документы на имя Пауля Шаллера. В августе 1945 года как служащий вермахта был освобождён из британского плена.

### После войны
После окончания войны проживал в ФРГ и до 1952 года под именем Августа Нидера  работал в сельском хозяйстве в Госларе. В октябре 1952 года был арестован, однако вскоре оказался на свободе. Венедигер работал представителем торговой фирмы в Дюссельдорфе. Против него пять раз возбуждались судебные дела по поводу пособничества в убийстве, но процесс не был открыт по причине того, что суд не мог признать незаконность приказов Главного управления имперской безопасности. В другом случае, в декабре 1953 года судом присяжных в Хайльбронне ему было предъявлено обвинение в пособничестве и подстрекательстве в убийстве четырёх британских офицеров, которым удалось совершить побег из Шталага Люфт III в марте 1944 года, но 5 сентября 1954 года Венедигер был оправдан. Рассмотрение этого случая Верховным федеральным судом в 1955 году привело к повторному оправданию. Лишь в третий раз прокуратура Штутгарта рассмотрела дело, и 30 марта 1957 года он был приговорён к двум годам тюремного заключения за пособничество и подстрекательство к непредумышленному убийству.